# Ермонгард д'Асп
Ермонгард д'Асп (на френски: Hermangard d'Asp, известен и с имената Ermengardo, Ermengardus Apsensis, Armengaut de Aspe) († 1192 г. в Акра), е 9-ият велик магистър на Ордена на рицарите-хоспиталиери. Той е начело на ордена в периода 1187 – 1190 година.

## Биография
След като великият магистър Роже дьо Мулен загива в битката при Кресон на 1 май 1187 г., за известно време орденът се управлява от прецептора Уилям Борел, но той загива в битката при Хатин на 4 юли 1187 г. или е пленен от войските на сарацинския султан Саладин и след това екзекутиран. На 20 юли 1187 г. Ермонгард д'Асп поема временно командването на Ордена на Свети Йоан, като фактически се смята за 9-ия велик магистър на ордена.
Хоспиталиерите успяват през февруари 1186 г. да превземат замъка Маргат, но успехите на сарацините са далеч по мащабни. Султан Саладин превзема много градове и крепости в Йерусалимското кралство, като на 22 октомври 1187 г., след десетдневна обсада, Йерусалим пада в ръцете на сарацините. Хоспиталиерите успяват да откупят свободата на 1000 християни, взети в плен при завлявяването на Йерусалим. Седалището на ордена се премества в крепостта Маргат. Знаменитата болница на ордена в Йерусалим престава да съществува завинаги.
През 1190 г. за редовен велик магистър е избран Гарние дьо Наблус, на мястото на Ермонгард д'Асп, който умира в Акра през зимата на 1192 г.